# Mark Symons
Pour les articles homonymes, voir Symons.
Mark Lancelot Symons est un peintre anglais né en 1887 et mort en 1935. Ses tableaux concernent les sujets religieux, les portraits et les natures mortes.

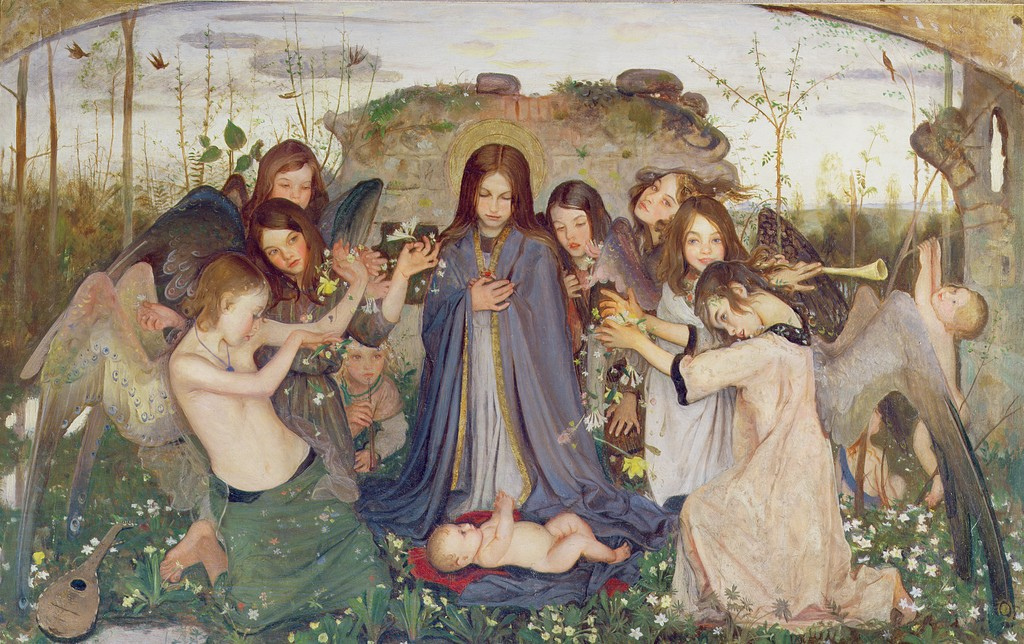
Vierge à l'Enfant avec des anges (1925